# Herb Lututowa
Herb Lututowa – symbol miasta i gminy Lututów.

## Wygląd i symbolika
Herb przedstawia na tarczy w polu błękitnym srebrnego kozła w lewo z rogami złotymi.  Kozioł jest symbolem Lututowa od przynajmniej 600 lat. Najstarszym przedstawieniem, w którym występuje on jako symbol miasta, jest pieczęć Lututowa z roku 1532 (obecnie znajdująca się w zbiorach Muzeum Narodowego w Krakowie), na której znajdują się litery LVTOLTOV, a pod nimi wizerunek kozła zwróconego w lewo. 